# Санлысой, Огюн
Огю́н Санлысо́й (тур. Ogün Sanlısoy, род. 12 марта 1971, Гёльджюк) — турецкий рок-музыкант, один из первых метал-вокалистов Турции.

## Биография
Родился в 1971 году. Учился в лицее стамбульского района Фенербахче. В 1988 году окончил Университет искусств им. Мимара Синана в Стамбуле по специальности «промышленное производство». В том же году сделал демозапись с группой Sugar Mice.
На своём первом концерте в 1989 году играл на акустических инструментах вместе со своим другом Кубилаем Ёзвардаром.
В 1992 году присоединился к метал-группе Mezarkabul, более известной в Турции как Pentagram, и участвовал в создании их второго альбома Trail Blazer в качестве вокалиста. В 1993—1994 годах был признан лучшим рок-вокалистом читателями турецких журналов Hıbır и Rock.
В 1995 году Огюн Санлысой покинул Mezarkabul чтобы начать сольную карьеру и затем некоторое время пел в группе Klips. В том же году принял участие в создании альбома Kime Ne турецкой певицы Özlem Tekin.
В 1999 году выпустил дебютный альбом Korkma, состоящий из 11-ти песен.
В 2004 году на лейбле Sony Music состоялся релиз второго альбома O Gün, в работе над которым участвовали также Timur Kurşunoğlu (барабаны, бубен) и Arabacı Ogün (гитары). Альбом состоит из 12-ти композиций.
В 2006 году, во время работы над сольным альбомом Üç, Санлысой сотрудничал с коллегами из Mezarkabul.
В 2007 году Санлысой при участии сессионных музыкантов перезаписал свой первый альбом под названием Korkma 07. В него вошли и несколько новых песен.
В 2008 году участвовал в записи песни İyiler Siyah Giyer группы Almora и записал пару песен для концертного альбома своей первой группы Pentagram.
В 2009 году были выпущены синглы Büyüdük Aniden и Yukarıya Bak, а также записан дуэт с немецко-турецким рэпером Killa Hakan для его альбома Volume Maximum.
7 февраля 2011 года Санлысой выпустил четвёртый сольный альбом Ben, писавшийся в Хельсинки. В записи участвовали Aytek Akçakaya (гитара), Sertan Coşkun (бас) и Sertan Soğukpınar (ударные). Также в 2011 году музыкант сотрудничал с турецкой группой İklim (песня Girdap) и записал дуэтом с певицей Nilüfer песню Hey Gidi Günler.
В 2012 году вышел шестой альбом, Akustik 2012, состоящий из 17 треков, большинство из которых является акустическими версиями старых песен музыканта. Помимо гитар, в записи использовались кларнет, дарбука, бонго и другие инструменты.
10 февраля 2015 года состоялся релиз седьмого альбома под названием Sen Uyurken, включающего 9 композиций. Презентация альбома прошла 24 января.

## Состав группы
- Ogün Sanlısoy — вокал
- Onur Ataman — гитара
- Sertan Coşkun — бас-гитара
- Sertan Soğukpınar — ударные

## Дискография
- 1992 — Trail Blazer (в составе Mezarkabul)
- 1999 — Korkma
- 2004 — O Gün
- 2006 — Üç
- 2007 — Korkma 07
- 2011 — Ben
- 2012 — Akustik 2012
- 2015 — Sen Uyurken